# Phrynobatrachus auritus
Phrynobatrachus auritus és una espècie de granota que viu al Camerun, República Centreafricana, República del Congo, República Democràtica del Congo, Guinea Equatorial, el Gabon, Nigèria, Ruanda, Uganda i, possiblement també, a Angola.
Està amenaçada d'extinció per la pèrdua del seu hàbitat natural.